# Ennepetalbahn
| Eisenbahnen im Ennepetal |                                                        |                                       |                                       |
| Streckennummer (DB): | 2804 (Hagen–HA-Heubing) 2816 (HA-Haspe–EN-Altenvoerde) |                                       |                                       |
| Kursbuchstrecke (DB): | 1944: 228p zuletzt 228e                                |                                       |                                       |
| Kursbuchstrecke: | 228p (1946)                                            |                                       |                                       |
| Streckenlänge: | 13,7 km                                                |                                       |                                       |
| Spurweite: | 1435 mm (Normalspur)                                   |                                       |                                       |
| Streckengeschwindigkeit: | 50 km/h                                                |                                       |                                       |
| Zweigleisigkeit: | —                                                      |                                       |                                       |
| |                                                        |                                       |                                       |
| \| \| \| Hauptstrecke von Dortmund \| \| \| \| \| Hauptstrecke von Hamm \| \| \| \| \| Strecke von Hagen-Eckesey \| \| \| \| 0,0 000,0 \| Hagen Hbf \| Hagen Hbf \| \| \| \| Volmetalbahn nach Lüdenscheid \| \| \| \| 0,8 000,0 \| VARTA (Anst) \| VARTA (Anst) \| \| \| 1,1 000,0 \| Hagen-Wehringhausen \| Hagen-Wehringhausen \| \| \| 1,3 000,0 \| Hagen-Kückelhausen Abzw \| Hagen-Kückelhausen Abzw \| \| \| \| \| \| \| \| (0,0) \| Weidestraße (Abzw); v. Eckesey \| Weidestraße (Abzw); v. Eckesey \| \| \| 1,7 0(0,1) \| Hagen-Kückelhausen \| Hagen-Kückelhausen \| \| \| (1,0) \| Kückelhausen (Awanst) \| Kückelhausen (Awanst) \| \| \| 2,4 000,0 \| Hagen-Heubing \| Hagen-Heubing \| \| \| \| S-Bahn-Strecke nach Wuppertal \| \| \| \| 3,7 000,0 \| Hagen-Niederhaspe \| Hagen-Niederhaspe \| \| \| 3,7 000,0 \| Hagen-Haspe \| Hagen-Haspe \| \| \| \| (neuer Streckenbeginn seit 1984) \| \| \| \| \| ehem. Schlebusch-Harkorter Kohlenbahn \| \| \| \| 4,8 000,0 \| Hagen-Harkorten (Hasper Hütte) \| Hagen-Harkorten (Hasper Hütte) \| \| \| 6,1 000,0 \| Gevelsberg-Vogelsang \| Gevelsberg-Vogelsang \| \| \| 6,9 000,0 \| Gevelsberg-Poeten (Museumszug) \| Gevelsberg-Poeten (Museumszug) \| \| \| 7,2 000,0 \| Ennepe \| Ennepe \| \| \| 8,3 000,0 \| Ennepe \| Ennepe \| \| \| 9,4 000,0 \| Gevelsberg-Haufe \| Gevelsberg-Haufe \| \| \| 10,2 000,0 \| Gevelsberg-Nirgena (Museumszug) \| Gevelsberg-Nirgena (Museumszug) \| \| \| \| Kruiner Tunnel (89 m) \| \| \| \| 11,4 000,0 \| Hauptstrecke nach Wuppertal \| Hauptstrecke nach Wuppertal \| \| \| 11,3 000,0 \| Ennepe \| Ennepe \| \| \| 11,8 000,0 \| Ennepetal-Kehr \| Ennepetal-Kehr \| \| \| 12,1 000,0 \| Ennepe \| Ennepe \| \| \| 12,0 000,0 \| Altfeld (Anst) \| Altfeld (Anst) \| \| \| 13,0 000,0 \| Ennepetal-Kluterthöhle \| Ennepetal-Kluterthöhle \| \| \| 13,2 000,0 \| Ennepetal-Kluterthöhle (Museumszug) \| Ennepetal-Kluterthöhle (Museumszug) \| \| \| 13,7 000,0 \| Ennepetal-Altenvoerde \| Ennepetal-Altenvoerde \| \| \| \| \| \| \| Quellen: [1][2] \| \| \| \| |                                                        |                                       |                                       |
| Strecke · Strecke |                                                        | Hauptstrecke von Dortmund             | Hauptstrecke von Dortmund             |
| Strecke · Abzweig geradeaus und von links · Strecke von links |                                                        | Hauptstrecke von Hamm                 | Hauptstrecke von Hamm                 |
| Abzweig geradeaus und von rechts · Strecke · Strecke |                                                        | Strecke von Hagen-Eckesey             | Strecke von Hagen-Eckesey             |
| Bahnhof · Bahnhof · Dienststation / Betriebs- oder Güterbahnhof | 0,0 000,0                                              | Hagen Hbf                             | Hagen Hbf                             |
| Abzweig geradeaus und nach links · Kreuzung geradeaus oben · Kreuzung geradeaus oben |                                                        | Volmetalbahn nach Lüdenscheid         | Volmetalbahn nach Lüdenscheid         |
| ehemalige Blockstelle · Strecke · Strecke | 0,8 000,0                                              | VARTA (Anst)                          | VARTA (Anst)                          |
| S-Bahn-Halt · Strecke · Strecke | 1,1 000,0                                              | Hagen-Wehringhausen                   | Hagen-Wehringhausen                   |
| ehemalige Blockstelle | 1,3 000,0                                              | Hagen-Kückelhausen Abzw               | Hagen-Kückelhausen Abzw               |
| |                                                        |                                       |                                       |
| Kreuzung geradeaus oben (Querstrecke außer Betrieb) · Abzweig geradeaus und ehemals von rechts | (0,0)                                                  | Weidestraße (Abzw); v. Eckesey        | Weidestraße (Abzw); v. Eckesey        |
| Strecke · ehemaliger Bahnhof | 1,7 0(0,1)                                             | Hagen-Kückelhausen                    | Hagen-Kückelhausen                    |
| Strecke · Betriebs-/Güterbahnhof Strecke ab hier außer Betrieb | (1,0)                                                  | Kückelhausen (Awanst)                 | Kückelhausen (Awanst)                 |
| S-Bahnhof · Strecke (außer Betrieb) | 2,4 000,0                                              | Hagen-Heubing                         | Hagen-Heubing                         |
| Strecke nach rechts · Strecke (außer Betrieb) |                                                        | S-Bahn-Strecke nach Wuppertal         | S-Bahn-Strecke nach Wuppertal         |
| Haltepunkt / Haltestelle (Strecke außer Betrieb) | 3,7 000,0                                              | Hagen-Niederhaspe                     | Hagen-Niederhaspe                     |
| Strecke (außer Betrieb) · Dienststation / Betriebs- oder Güterbahnhof | 3,7 000,0                                              | Hagen-Haspe                           | Hagen-Haspe                           |
| Strecke von links · Abzweig quer und ehemals nach rechts |                                                        | (neuer Streckenbeginn seit 1984)      | (neuer Streckenbeginn seit 1984)      |
| Kreuzung geradeaus oben (Querstrecke außer Betrieb) · Betriebs-/Güterbahnhof Streckenende und quer (Strecke außer Betrieb) |                                                        | ehem. Schlebusch-Harkorter Kohlenbahn | ehem. Schlebusch-Harkorter Kohlenbahn |
| ehemaliger Dienststation / Betriebs- oder Güterbahnhof | 4,8 000,0                                              | Hagen-Harkorten (Hasper Hütte)        | Hagen-Harkorten (Hasper Hütte)        |
| Dienststation / Betriebs- oder Güterbahnhof | 6,1 000,0                                              | Gevelsberg-Vogelsang                  | Gevelsberg-Vogelsang                  |
| Haltepunkt / Haltestelle | 6,9 000,0                                              | Gevelsberg-Poeten (Museumszug)        | Gevelsberg-Poeten (Museumszug)        |
| Brücke über Wasserlauf | 7,2 000,0                                              | Ennepe                                | Ennepe                                |
| Brücke über Wasserlauf | 8,3 000,0                                              | Ennepe                                | Ennepe                                |
| Dienststation / Betriebs- oder Güterbahnhof | 9,4 000,0                                              | Gevelsberg-Haufe                      | Gevelsberg-Haufe                      |
| Haltepunkt / Haltestelle | 10,2 000,0                                             | Gevelsberg-Nirgena (Museumszug)       | Gevelsberg-Nirgena (Museumszug)       |
| Strecke nach halblinks und Tunnelanfang |                                                        | Kruiner Tunnel (89 m)                 | Kruiner Tunnel (89 m)                 |
| Strecke nach rechts und von halblinks · Strecke von halbrechts und Tunnelende | 11,4 000,0                                             | Hauptstrecke nach Wuppertal           | Hauptstrecke nach Wuppertal           |
| Brücke über Wasserlauf | 11,3 000,0                                             | Ennepe                                | Ennepe                                |
| ehemaliger Bahnhof | 11,8 000,0                                             | Ennepetal-Kehr                        | Ennepetal-Kehr                        |
| Brücke über Wasserlauf | 12,1 000,0                                             | Ennepe                                | Ennepe                                |
| Blockstelle | 12,0 000,0                                             | Altfeld (Anst)                        | Altfeld (Anst)                        |
| ehemaliger Bahnhof | 13,0 000,0                                             | Ennepetal-Kluterthöhle                | Ennepetal-Kluterthöhle                |
| Haltepunkt / Haltestelle | 13,2 000,0                                             | Ennepetal-Kluterthöhle (Museumszug)   | Ennepetal-Kluterthöhle (Museumszug)   |
| Betriebs-/Güterbahnhof Streckenende | 13,7 000,0                                             | Ennepetal-Altenvoerde                 | Ennepetal-Altenvoerde                 |
| |                                                        |                                       |                                       |
| Quellen: |                                                        |                                       |                                       |

Die Ennepetalbahn ist die Eisenbahnstrecke, welche ursprünglich von Hagen Hauptbahnhof nach Gevelsberg-Haufe führte, bis sie nach Ennepetal-Altenvoerde verlängert wurde. Sie ist nach dem Fluss Ennepe benannt, dessen Lauf sie über weite Teile folgt. Die auf der Ennepetalbahn verkehrenden Züge, vor allem die Schienenbusse, wurden im Volksmund kurz „Teckel“ genannt.
Die Ennepetalbahn dient überwiegend dem Güterverkehr. Dabei wird meist eine Umbau-Lokomotive der DB-Baureihe 294 eingesetzt.
Zwischen 2007 und 2019 fuhr an einigen Tagen im Jahr ein Schienenbus im Museumszugbetrieb unter Federführung der RuhrtalBahn GmbH.

## Geschichte
Am 12. Mai 1876 wurde der Streckenabschnitt von Hagen bis Gevelsberg-Haufe von der Bergisch-Märkischen Eisenbahn-Gesellschaft für den Güterverkehr eröffnet, am 15. Mai begann der Personenverkehr. Der weitere Ausbau wurde von den Preußischen Staatseisenbahnen übernommen, am 1. September 1882 erfolgte die Inbetriebnahme für den Personenverkehr bis Altenvoerde.
Aufgrund des zunehmenden Auto- und auch Straßenbahnverkehrs ging der Personenverkehr der Ennepetalbahn immer mehr zurück, bis er schließlich am 28. September 1969 eingestellt wurde.

## Bauwerke
Ein markantes Bauwerk im Streckenverlauf ist der 89 m lange Kruiner Tunnel zwischen Gevelsberg und Ennepetal, der die Bahnstrecke Elberfeld–Dortmund unterquert.

## Bildergalerie

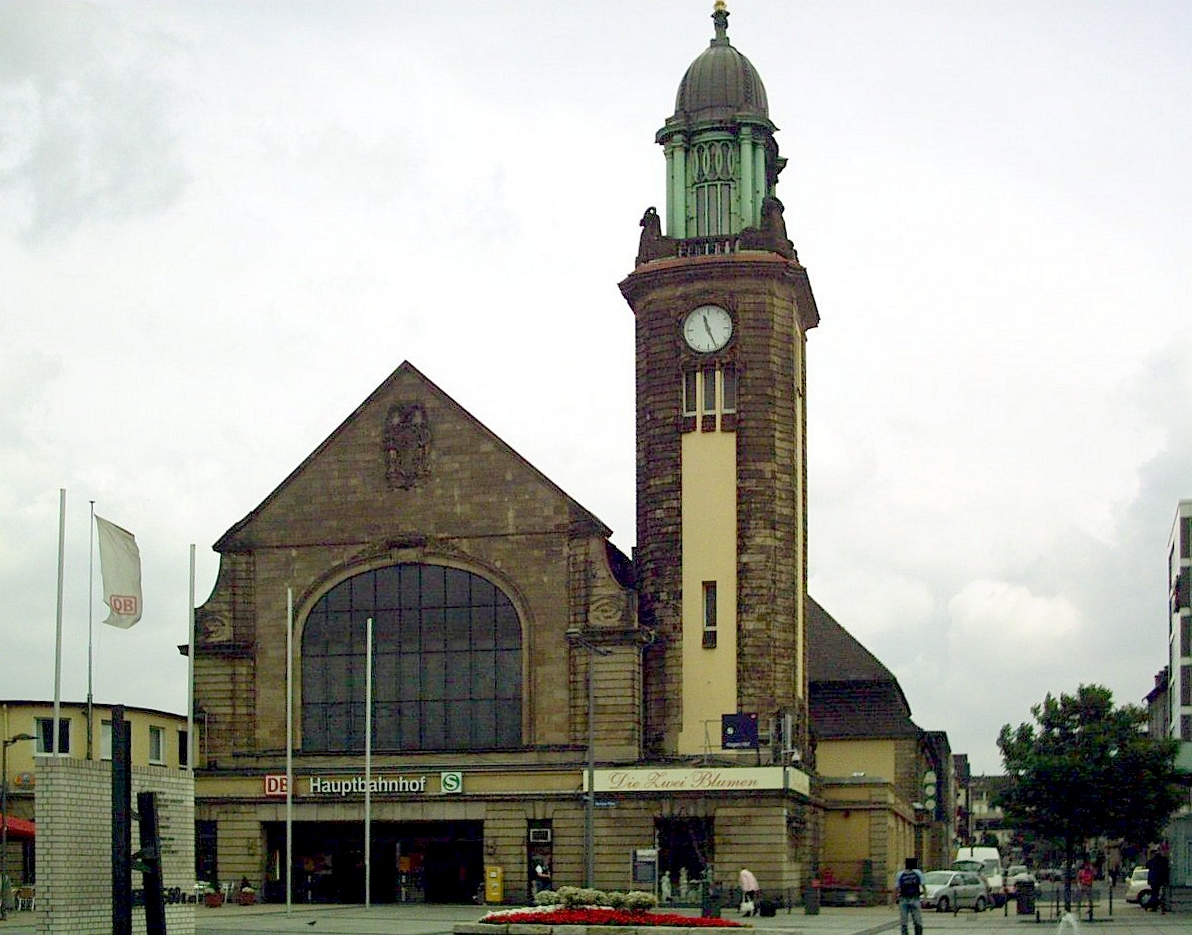
Hagen Hauptbahnhof
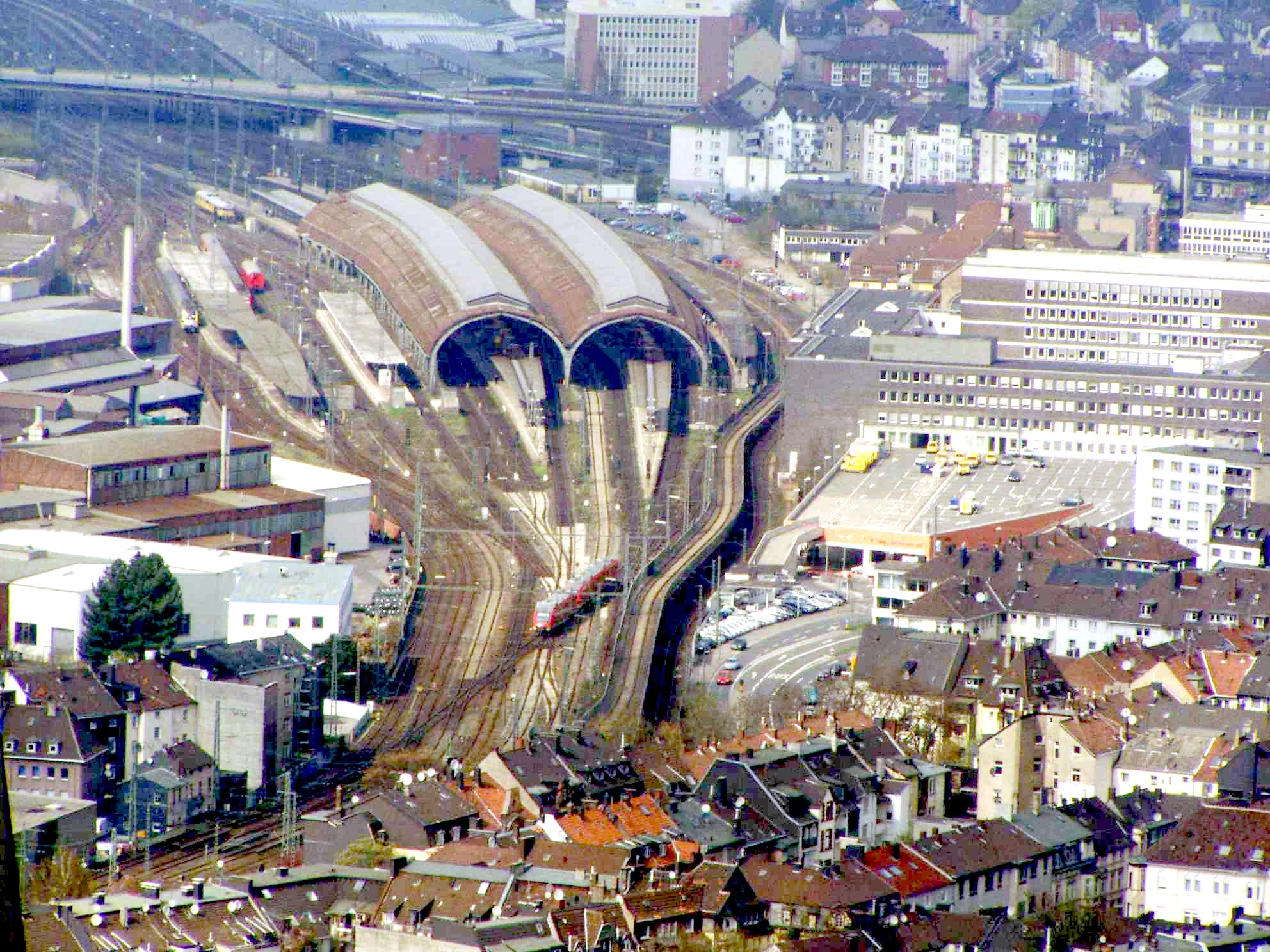
Hagen Hbf, Bahnhofausfahrt
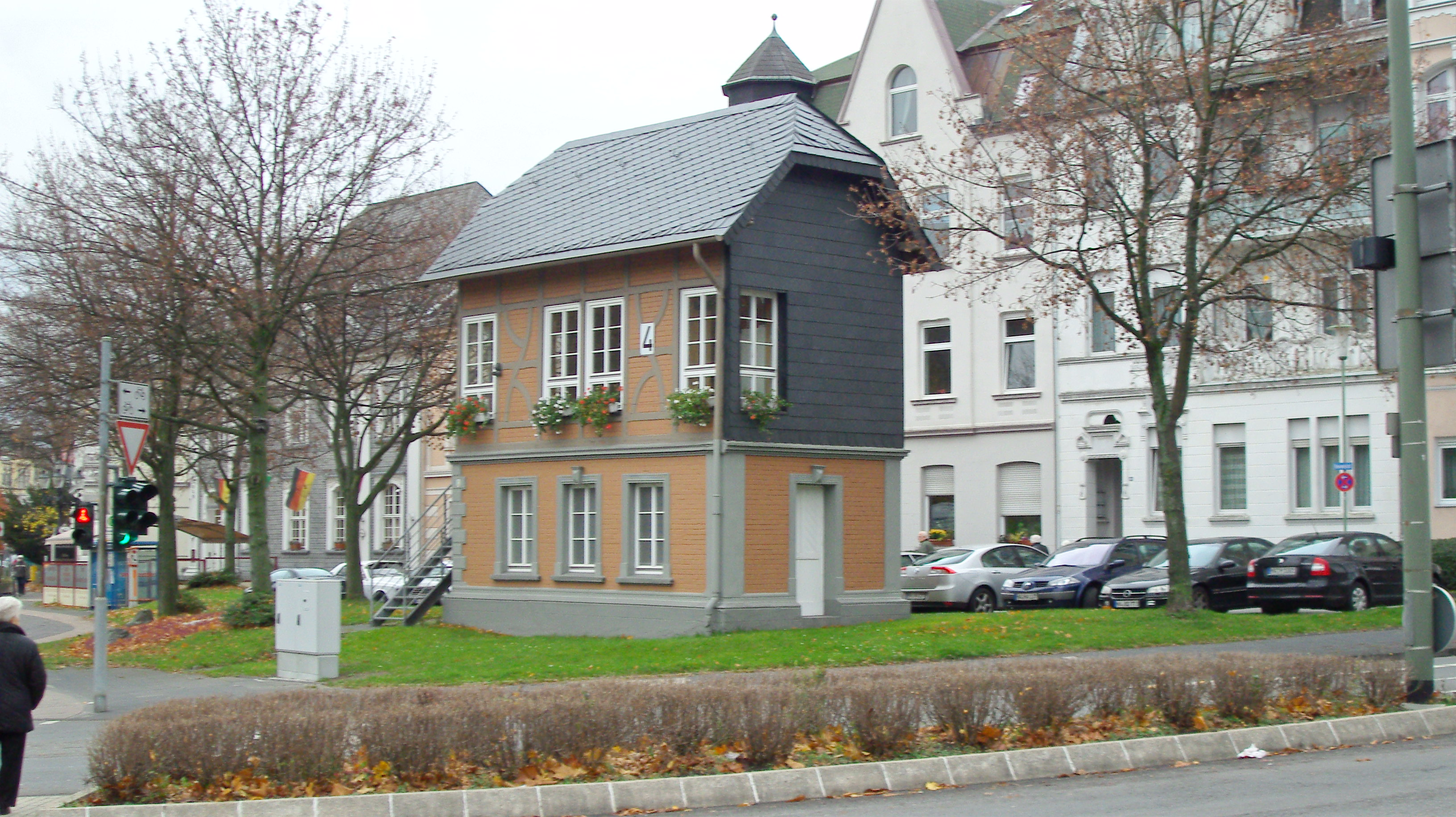
Posten 4, ehem. Stw Hko (Bf Harkorten)
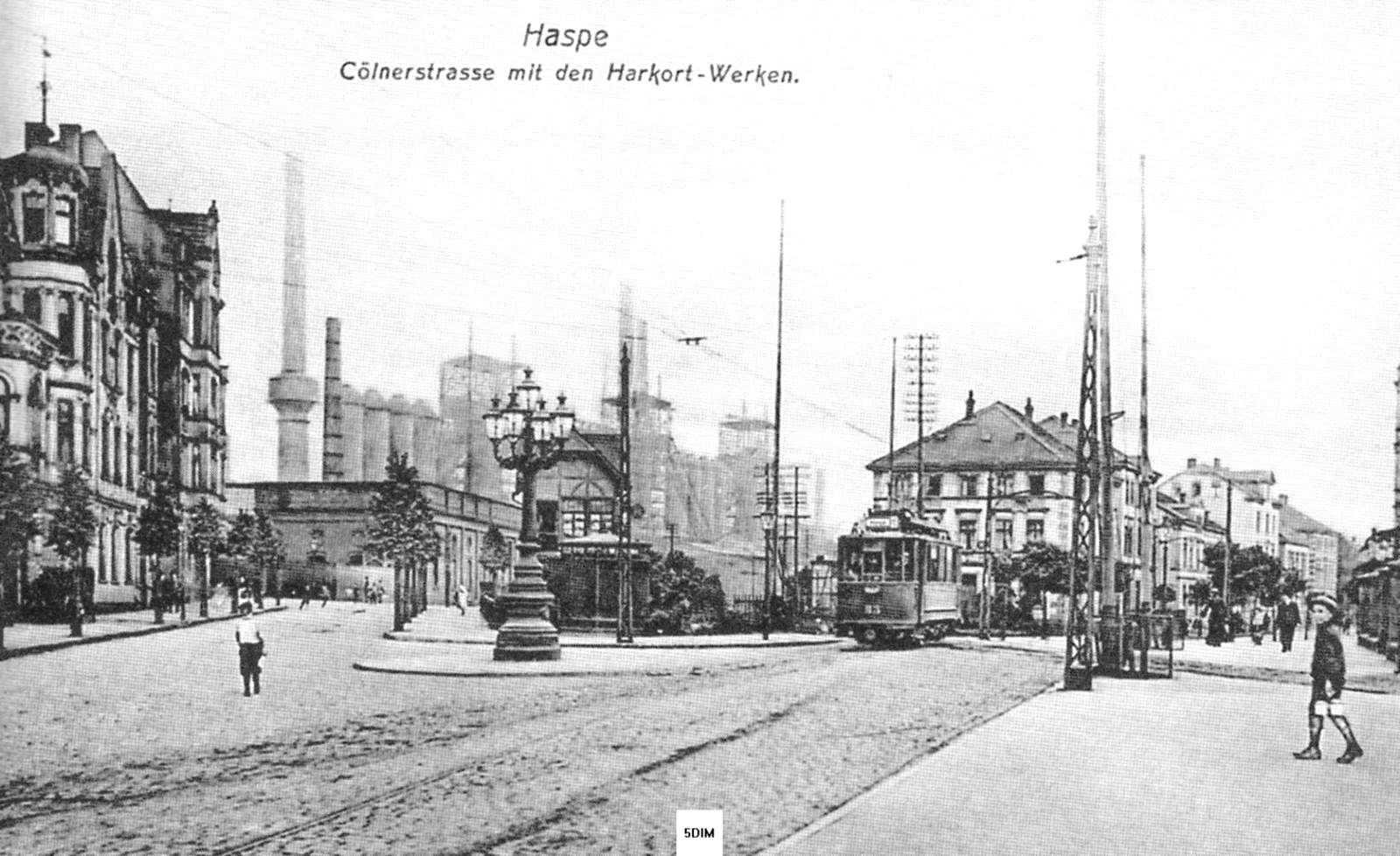
Bahnhof Niederhaspe um 1910
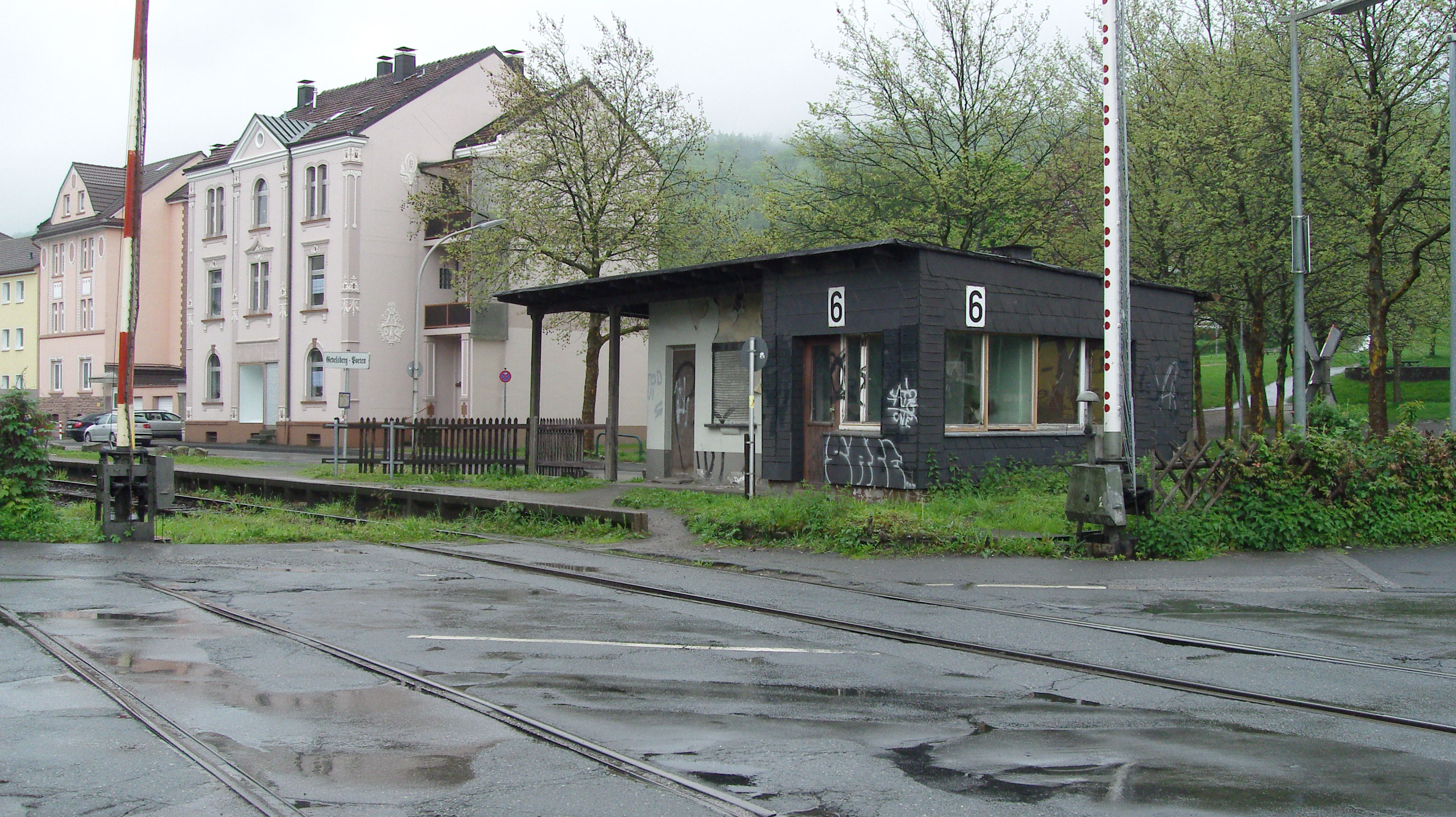
Posten 6 und Haltestelle Gevelsberg-Poeten
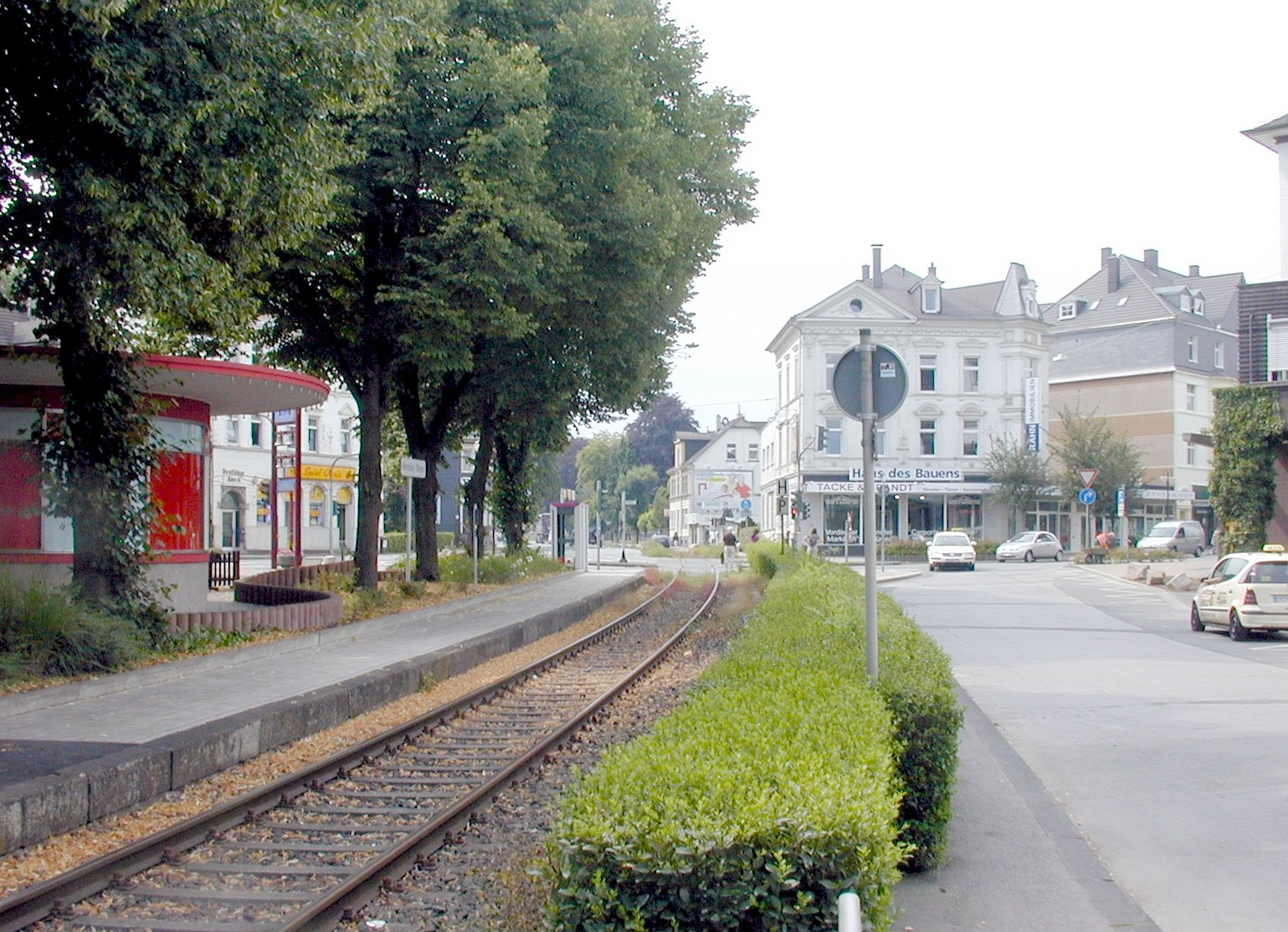
Haltepunkt Gevelsberg-Nirgena
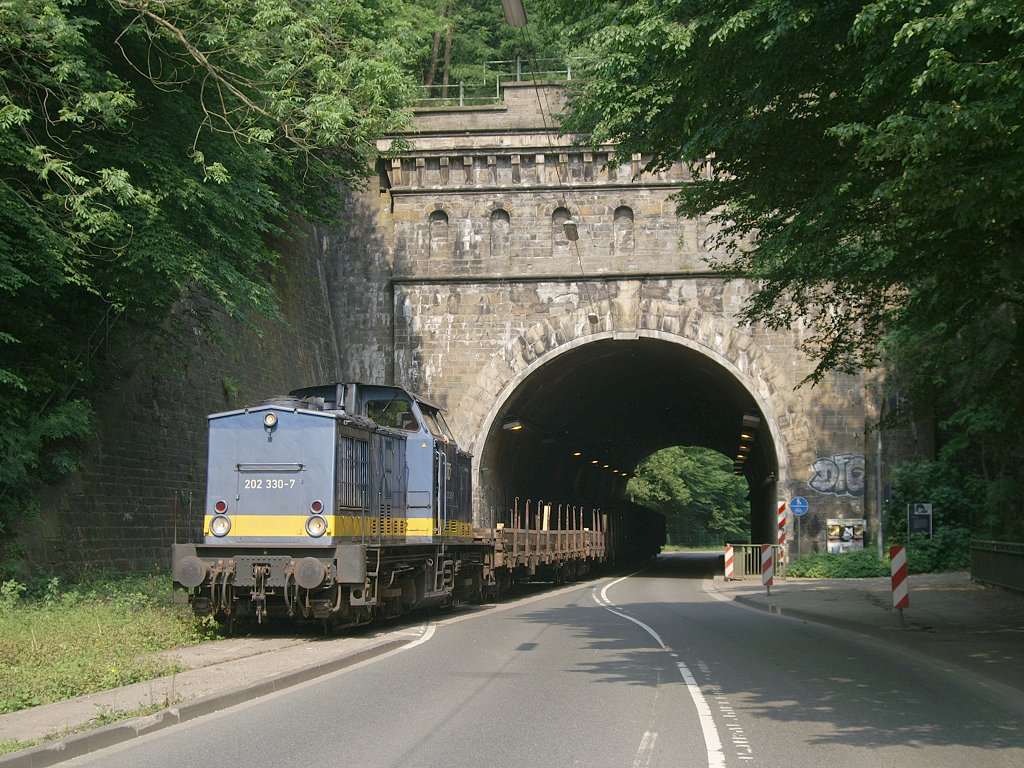
Ennepetalbahn verlässt den Kruiner Tunnel in Richtung Ennepetal (Juni 2006)